# Хосе де Сан-Мартін
Хосе́ Франсі́ско де Сан-Марті́н і Мато́ррас (ісп. José Francisco de San Martín y Matorras; 25 лютого 1778, Япею, Ріо-де-ла-Плата — 17 серпня 1850, Булонь-сюр-Мер, Франція) — діяч аргентинської революції, генерал, національний герой Аргентини і Перу.

## Біографія

### Ранні роки
Хосе де Сан-Мартін був п'ятим і останнім сином заможних землевласників із невеликого містечка Япею (нині — Аргентина). Батько — Хуан де Сан-Мартін був головою департаменту Япею.
Точна дата народження Хосе залишається предметом суперечок істориків, оскільки не знайдено жодного запису про його хрещення, а в пізніших документах (військових реєстрах, свідоцтві про шлюб тощо) інформація різниться. Роком народження Сан-Мартіна заведено вважати 1777 або 1778.
У 1783 році сім'я Хосе переїхала до Іспанії та оселилася у Мадриді. Хлопця відправили навчатися до Семінарії благородних юнаків, що давала своїм вихованцям всесторонні знання. Однак, навчання Сан-Мартін не закінчив, обравши, попри протести батьків, кар'єру військового. 1789 року Хосе завербувався в іспанську королівську армію.

### Військова кар'єра
У 12-річному віці Сан-Мартін у складі свого полку був направлений до Північної Африки для боротьби із маврами у Західному Алжирі. Він взяв участь у битві при Мелільї і відзначився під час оборони фортеці Оран.

#### Європейські війни
7 березня 1793 року Франція оголосила війну Іспанії, у зв'язку з чим африканський корпус був відкликаний на Піренеї. Молодий Хосе де Сан-Мартін неодноразово проявляв хоробрість у бою, за що вже у віці 15 років отримав звання молодшого лейтенанта, а після битви при Кольюрі — лейтенанта. Але уже за три роки Іспанія програла війну Французькій республіці і була змушена підписати мирний договір.
1796 року Іспанська імперія розпочала бойові дії проти свого колишнього союзника — Великої Британії. Сан-Мартіна перевели до флоту, де того ж року він пройшов бойове хрещення як морський офіцер. Хосе знову відзначили за проявлену хоробрість у битві при Сан-Вінсенті. 1798 року корабель «Санта-Доротея», на якому служив молодий офіцер, захопили британці, Сан-Мартін потрапив у полон.
Незадовго до полону Хосе де Сан-Мартін перебував у Тулоні, де познайомився із французькими антимонархістами. Революційні ідеї, що кинули виклик усій Європі, настільки захопили юнака, що невдовзі стали сенсом його життя.
У 1801 році Сан-Мартін взяв участь у черговому конфлікті, який спалахнув між Іспанією та Португалією, згодом воював у Північній Африці, на території сучасного Марокко. На початку 1808 року на Піренеї вчергове вторглися війська Наполеона, й іспанська королівська родина була змушена рятуватися втечею, кинувши країну напризволяще. Однак іспанці не здалися й розпочали партизанську війну проти окупантів. Сан-Мартін очолив один із таких загонів на півдні півострова. За взяття висот поблизу Архонільї Хосе отримав звання капітана, а після битви при Байлені — підполковника.
У 1811 році до Сан-Мартіна прийшли новини про Травневе повстання в Аргентині й, захоплений революційними поглядами та пам'ятаючи про зраду іспанської королівської сім'ї, він відплив до Великої Британії, звідки планував дістатися батьківщини.

#### Війни за незалежність країн Південної Америки
Через кілька днів після його прибуття в Буенос-Айрес в Об'єднані провінції (офіційно названі Аргентинською республікою в 1826 році) Перший Тріумвірат призначив Сан-Мартіна підполковником кавалерії і попросив створити кавалерійську частину, оскільки в Об'єднаних провінціях не було хорошої кінноти. Він почав організовувати полк гірських гренадерів. Оскільки в Буенос-Айресі бракувало професійних воєначальників, Сан-Мартіну було доручено захистити ціле місто, але увагу він мав приділити створенню військової частини. Окрім Сан-Мартіна в цьому дієву участь взяли Карлос Марія де Альвеар, Хосе Матіас Сапіола, Бернардо Монтеагудо і Хуан Мартін де Пуейредон. Вони також створили місцеву масонську ложу Лаутаро разом з мореністами, колишніми прихильниками Маріано Морено. Ця ложа прагнула сприяти ліберальним ідеям. Невідомо, чи це була справжня масонська ложа, чи ложа з політичними цілями. Вона не мала зв'язків з Великою Ложею Англії. Тоді ж Сан-Мартін одружився з Марією де лос Ремедіос де Ескалада, 14-річною дівчиною з однієї із заможних місцевих сімей.
Ложа, до якої входили Сан-Мартін і Альвеар, разом з підпорядкованими ним військовими силами організувала революцію 8 жовтня 1812 року, яка скинула Перший Тріумвірат, створила Другий Тріумвірат і оголосила проведення загальних виборів до Асамблеї XIII року. Другий тріумвірат надав Сан-Мартіну чин полковника.

##### Бій при Сан-Лоренсо
Монтевідео, на іншому березі Ріо-де-ла-Плата, все ще було іспанською фортецею. Хоча аргентинські революційні сили його взяли в облогу, але королівський флот, який базувався там, знівелював облогу, грабуючи прилеглі міста. Сан-Мартін був відправлений з новим полком для спостереження за діяльністю флоту. Полк наблизився до флоту на безпечну відстань, уникаючи виявлення. Аргентинські вояки сховалися в монастирі Сан-Карлос (місто Сан-Лоренсо у провінції Санта-Фе). Сан-Мартін спостерігав за ворожими кораблями з вершини монастиря вночі. Іспанці висадилися на світанку, готові до грабежів і полк почав бойові дії. Сан-Мартін використав рух колонами, щоб заманити роялістів. Він очолив одну колону, тоді як Хусто Бермудес іншу.
Під час бою під Сан-Мартіном загинув кінь і падаючи придавив ногу полковника, через що той став беззахисним. Вороги хотіли вбити безпомічного Сан-Мартіна, він був поранений шаблею в обличчя, а також кулею в руку. Солдати його полку Хуан Баутіста Кабраль і Хуан Баутіста Байгоррія хоробро втрутилися і врятували його життя. При цьому Кабраль був смертельно поранений і незабаром помер.
Зрештою цей бій не мав помітного впливу на перебіг війни і не заважав подальшим діям королівських сил, які продовжували свої спустошення прилеглої території. Монтевідео нарешті підкорився генералу Хосе Рондо і адміралу Вільяму Брауну під час подальшої війни за звільнення Аргентини.
У Буенос-Айресі Сан-Мартін та його дружина відвідали перше офіційне виконання аргентинського національного гімну 28 травня 1813 року в театрі Колізео. Є припущення, що прем'єра його в дійсності відбулася 14 травня 1813 року в будинку аристократа Марікіта Санчес де Томпсон, де також був Сан-Мартін.

##### Північна армія об'єднаних провінцій Ріо-де-да-Плати
Сан-Мартін почав віддалятися від Альвеара, який контролював Асамблею XIII року. Альвеар виступив проти купців та повстанців Хосе Артігаса, тоді як Сан-Мартін вважав ризикованим розпочинати такі конфлікти, коли роялісти все ще були загрозою для країни. Північна армія, що діяла у Верхньому Перу, була переможена в битвах при Вілкапухіо та Айоума, так що тріумвірат призначив її командувачем Сан-Мартіна на заміну Мануеля Бельграно.
Як командир армії Сан-Мартін повинен був реорганізувати армію після отриманих раніше поразок. Для досягнення цієї мети він відступив до Сан-Мігель-де-Тукуману, де він розквартирував армію у фортеці, відомої як «Цитадель», яка ще була недобудована, і присвятив себе її добудові, зміцненню і ретельній підготовці солдат й офіцерів армії. Це йому вдалося зробити за декілька тижнів.
Бувши здібним стратегом і тактиком Сан-Мартін зрозумів, що попередні спроби захопити Верхнє Перу і столицю Ліму через гори в провінції Сальта були приречені, тому відмовився від чергового нападу таким чином на користь ідеї вторгнення в цей регіон через Анди, але надалі вздовж Тихоокеанського узбережжя.
У квітні 1814 році у Сан-Мартіна виникли проблеми зі здоров'ям, ймовірно, через появу блювання з кривавими блювотними масами, що було ознакою, найімовірніше, пептичної виразки. Він тимчасово делегував командування армією полковнику Франсіско Фернандесу де ла Крусу і попросив дозволу на відновлення свого здоров'я. Сан-Мартін переїхав до Сантьяго-дель-Естеро, а згодом до Кордови, де повільно оговтався. Протягом цього часу король Фердинанд VII повернувся на іспанський престол, почав відновлення абсолютної королівської влади, організував атаку на колонії. Тим часом Сан-Мартін остаточно розробив план організувати армію в Мендосі, переправити через Анди в Чилі і надалі потрапити в Перу морем.

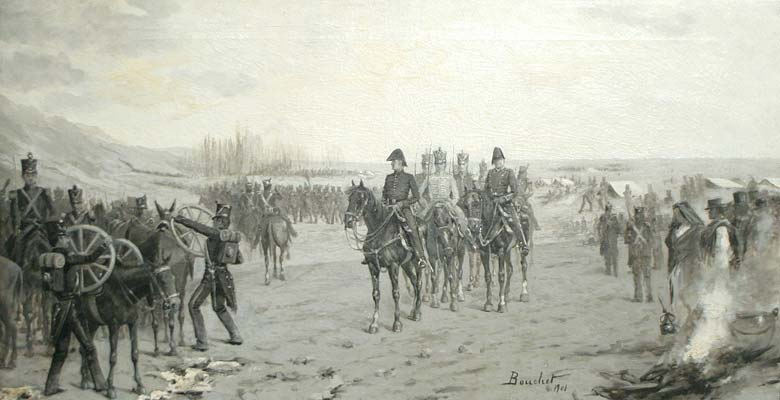
Сан-Мартін спостерігає за підготовкою армії до переходу через Анди.

##### Губернатор Куйо
Але вже на час закінчення підготовки відбулась контрреволюція в Чилі, яка закінчилась поразкою республіки і поверненням туди іспанської королівської влади. Залишки революційних військ встигли відійти до Аргентини, у тодішню провінцію Куйо, де до цього Сан-Мартін був призначений губернатором. Йому разом з Бернардо О'Гіґґінсом вдалося об'єднати розрізнені чилійські революційні формування у боєздатні сили. Було вирішено, що спочатку мають бути звільнені від іспанців Чилі. Він об'єднав в одну армію чилійських біженців, місцевих ополченців з провінції Куйо, всіх рабів віком від 16 до 55 років, багато добровольців з інших провінцій і кількох офіцерів Північної армії. Він також попросив і отримав декілька батальйонів гренадерського полку. Але армія мусила рушити до Чилі тільки влітку, адже в інший сезон перевали були закриті через кучугури снігу. Між тим курс Тріумвірату і самого Сан-Мартіна, який включав поєднання стимулів, конфіскацій та планової економіки дозволив країні забезпечити армію порохом, артилерією, мулами і кіньми, продовольством, військовим одягом тощо. Гірнича промисловість розвивалася, збільшився видобуток свинцю, міді, селітри, сірки та бури. Покращено було й місцеві фінанси. Сан-Мартін залишався в хороших стосунках як з урядом Буенос-Айреса, так і з губернськими чиновниками, не бувши пов'язаним з жодними з них. Він вважав, що війна за незалежність має бути найпріоритетнішою метою.

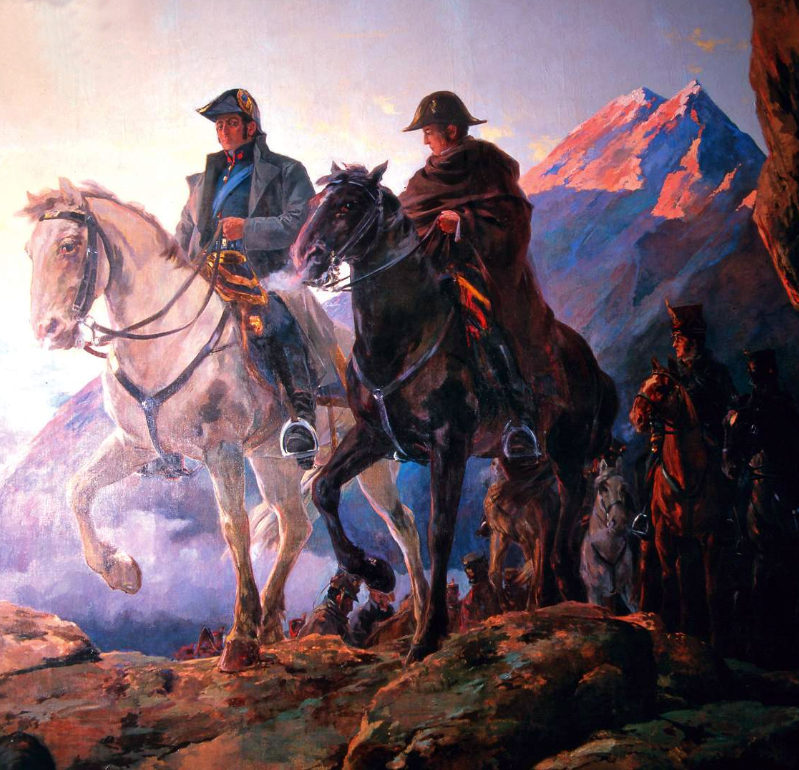
Сан-Мартін і О'Гіґґінс на чолі війська під час переходу через Анди.

##### Перехід через Анди
Наприкінці 1816 року армія для походу мала 5000 вояків, 10 000 мулів і 1500 коней. Сан-Мартін організував військову розвідку, пропаганду та дезінформацію, щоб заплутати роялістські армії (зокрема, щоб не були відомі конкретні маршрути переходу через Анди) та сприяти занепаду серед роялістів, посилив національний запал своєї армії. Хоча вже був затверджений прапор Аргентини, Андійська армія його не використала. Було вибрано прапор з двома стовпцями, світло-синім і білим, а також герб, що був приблизно схожий на герб Аргентини. Армія не скористалася прапором Аргентини, тому що вона не була суто аргентинською армією.

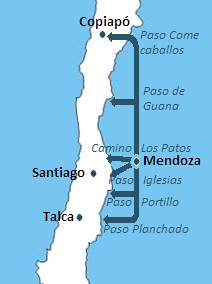
Мапа диспозиції колон Андійської армії під час переходу через гори до Чилі

Для того, щоб забезпечити боєздатність армії одразу після перетину Анд, Сан-Мартін розділив її на 6 колон, які пішли різними перевалами. Перехід тривав близько місяця, під час його було налагоджено харчування армії сухим пайком, а також часником і цибулею для запобігання гірській хворобі. Людських втрат практично не було. Велику увагу було приділено харчуванню мулів і коней, але до кінця переходу армія втратила 4300 мулів і 511 коней. Ще до початку переходу на південь Чилі було відправлено Мануеля Родрігеса, який організував там партизанський рух, що мав відволікти певним чином іспанські війська від переходу армії Сан-Мартіна.

##### Бойові дії в Чилі

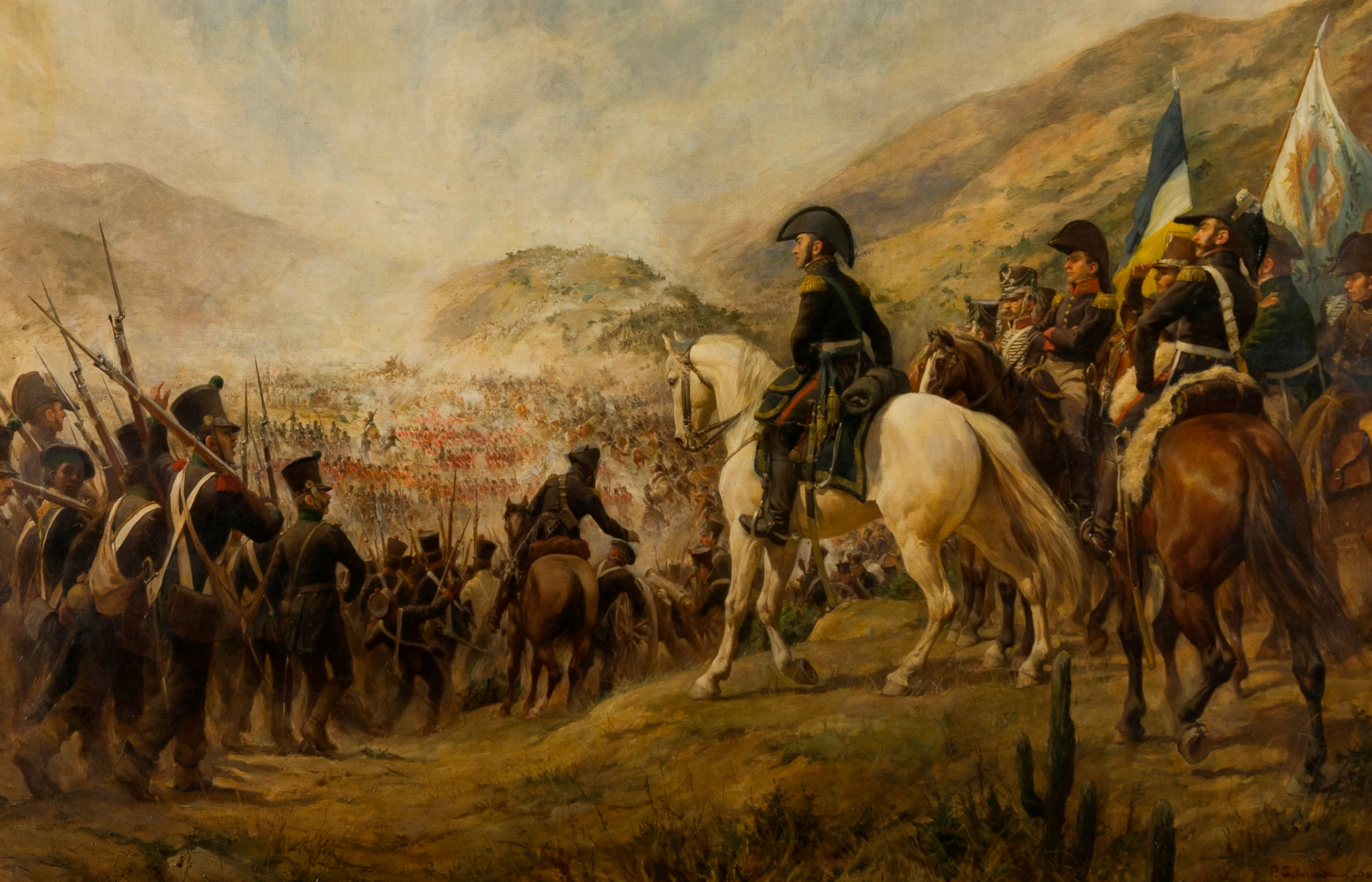
Сан-Мартін у битві в долині Чакабуко.

Колони, що перетнули Анди, вступили у бойові зіткнення. Колона на півночі під проводом Кабота розгромила роялістів у Салалі, взяла в облогу Кокімбо, а потім Копіапо. На півдні Фрейр захопив Тальку. Лас-Ерас розігнав роялістські форпости в Хункаліто і Потрерільйос. Бернардо О'Гіґґінс, який на чолі колони спустився з перевалу Лос-Патос, переміг роялістів у Лас-Коймасі. Це дозволило Сан-Мартіну зібрати головні колони в долині Аконкагуа, зустрівшись на схилах Чакабуко. Роялістський командувач Рафаель Марото теж привів свої загони туди. У Марото було 2450 вояків та 5 артилерійських одиниць, у Сан-Мартіна — 3600 і 9 гармат. Несправжнє спрямування, яке приховало шлях основної армії, дозволило Сан-Мартіну наростити таку перевагу, оскільки інші роялістські сили були розпорошені в інших регіонах Чилі.

##### Битва в долині Чакабуко
Битва розпочалася 12 лютого. Сан-Мартін організував переплетення руху, причому Мігель Естаніслао Солер очолив західну колону, а і О'Гіґґінс — східну. Останній, бажаючи помститися за поразку раніше в Чилі, кинувся в атаку, замість того, щоб узгодити це з Солером. Це дало роялістам нетривалу перевагу. Сан-Мартін доручив Солеру також піти в атаку. Спільна атака двох колон була успішною, а центральна колона Сан-Мартіна забезпечила остаточну перемогу. Битва закінчилася загибеллю 600 роялістських вояків, ще 500 потрапило в полон. Тоді як в Андійській армії було лише 12 загиблих і 120 поранених.

##### Звільнення Чилі від іспанців і організація походу до Перу
Наступного дня Андійська армія вступила в Сантьяго-де-Чилі. Верхівка іспанського губернаторства була схоплена в полон. Було створено новий революційний уряд, після чого було запропоновано Сан-Мартіну обійняти пост Верховного диктатора Чилі, але він відмовився, сказавши, що диктатором має бути виходець з цієї країни і, в свою чергу, запропонував кандидатуру Бернардо О'Гіґґінса.
Опір роялістів тривав на півдні Чилі ще декілька місяців. Сан-Мартін залишив О'Гіґґінса командувати армією, а сам поїхав до Буенос-Айреса, аби отримати кошти і кораблі для походу в Перу. Але аргентинська влада вважала, що чилійці мають відшкодувати втрати армії. Спроби аргентинських революціонерів знайти підтримку, в тому числі й фінансову в США, закінчилися невдачею, адже американська влада тільки-но купила в Іспанії Флориду, тому не хотіла загострення відносин. Сан-Мартін звернувся тоді по допомогу з кораблями до британського адмірала Вільяма Боулза, який був на кораблі на рейді Буенос-Айреса, але той відплив у Бразилію, таким чином відмовивши Сан-Мартіну. Тоді Сан-Мартін, покинувши хвору дружину з народженою дочкою Мерседес, відбув до Сантьяго з метою надавити на чилійський уряд у питанні фінансування закупки або побудови кораблів.

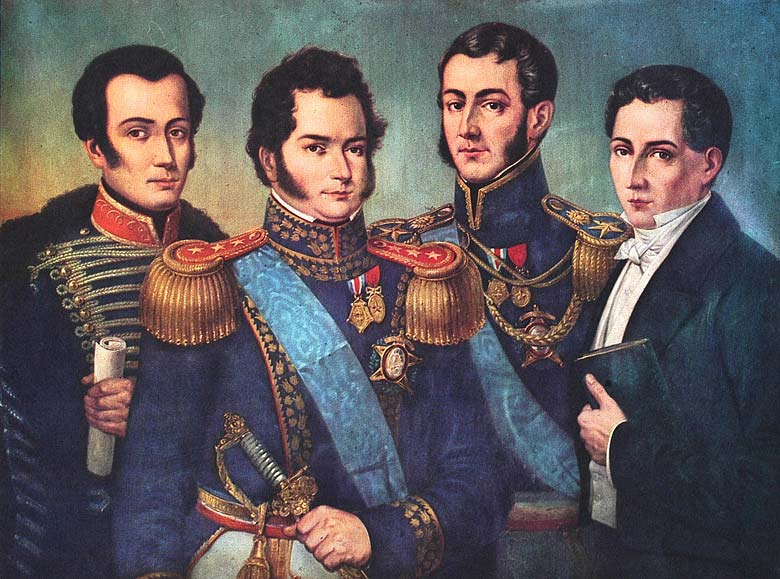
Батьки-засновники Чилі (зліва вправо): Хосе Мігель Каррера, Бернардо О'Гіґґінс, Хосе де Сан-Мартін, Дієго Порталес.

Але іспанці зробили спробу відвоювати Чилі. Віцекороль Перу надіслав військо на чолі з іспанським генералом Маріано Осоріо. Іспанська армія швидко захопила північ Чилі, загрожуючи Консепсьйону. Сан-Мартін заздалегідь побачив цю загрозу, через що наказав О'Гіґґінсу полишити місто. Близько 50 тисяч чилійців взявши худобу і зерно відійшли на південь, а сили О'Гіґґінса спалювали після себе все, аби не дати іспанському війську припасів. Тоді ж Сан Мартін закликав заявити про незалежність Чилі, легітимізувати уряд та військові дії. Чилійський Акт про Незалежность була опублікована 12 лютого 1818 року, через рік після битви в долині Чакабуко.

##### Битва на рівнині Канча Раяда
Чилійсько-аргентинські війська зустрілися на рівнині Канча Раяда. Оскільки вони мали чисельну перевагу — 7000 вояків проти 4600, Осоріо намагався уникнути відкритого бою і замість цього здійснив операцію прихованого характеру. Шпигун повідомив Сан-Мартіну, що Осоріо зробить несподівану атаку вночі, але армія Сан-Мартіна не змогла підготуватися вчасно. Тому тисячі революційних солдатів були поранені, 120 загинуло, а ад'ютант Сан-Мартіна був убитий. О'Гіґґінс намагався чинити опір зі своїм підрозділом, але був змушений відступити, коли його серйозно поранили в руку. Інший офіцер Сан-Мартіна Лас-Ерас встиг вдало відійти, вивівши з-під удару 3500 воїнів. Революційні війська відступили до Сантьяго. Попри поразку, солдати були прийняті там як герої. Завдяки умілим діям Лас-Ераса потенційна катастрофа для патріотичної армії перетворилася на незначну невдачу. Армію було реорганізовано, хоча її кількість через поразку на рівнині Канча Раяда зменшилася до 5000 вояків, що зрівняло сили. Революційна армія зайняла місце поруч із річкою Майпо, поблизу Сантьяго.

##### Битва при Майпу
Туди ж підійшла роялістська армія Осоріо. Сан-Мартін був впевнений у перевагах своєї диспозиції і в майбутній перемозі. Його артилерія, яка була у вигідній позиції, повела сильний вогонь по піхоті лівого флангу роялістів. За наказом Сан-Мартіна гренадери атакували центр супротивника з метою захвату ворожої артилерії. Роялісти ж атакували лівий фланг армії Сан-Мартіна, нанесли йому поразку, вбивши до 400 солдатів, що були набрані переважно зі звільнених рабів. На цьому етапі війська зійшлися у багнетному бою, але побачивши, що центр і лівий фланг роялістських військ сильно постраждали, Осоріо наказав своїм військам відступити до асьєнди «Ло Еспехо». Під час відступу кавалерія Сан-Мартіна переслідувала супротивника, завдавши йому серйозної шкоди. На останньому етапі революційні загони оточили Осоріо в асьєнді, де загинуло до 500 роялістських вояків. Битва швидко закінчилася, О'Гіґґінс, який через отриману раніше рану не встиг до битви, приїхав після перемоги і, за легендою, на полі бою під'їхав до Сан-Мартіна та вигукнув: «Слава спасителеві Чилі!», після чого вони обнялися, що надалі назвали «Обіймами Майпу».
Битва при Майпу забезпечила збереження чилійської незалежності. За винятком генерала Осоріо, якому пощастило втекти з 200 вершниками, всі провідні воєначальники роялістів були захоплені в полон. Усі їхні збройні сили в Чилі були розбиті, а вся артилерія, зброя, військові шпиталі, гроші та ресурси були втрачені. Перемогу високо оцінив Сімон Болівар, її висвітлювала міжнародна преса.

##### Заходи зі створення Тихоокеанського флоту
Сан-Мартін не полишав задуму дістатися до Перу морським шляхом. Він вирішив ще раз звернутися до адмірала Боулза, для чого відбув до Буенос-Айресу. За його відсутності в Сантьяго були страчені багато видних роялістів, у чому частково звинуватили Сан-Мартіна, вважаючи, що він підбурив до цього О'Гіґґінса, завбачливо виїхавши на момент страт до Аргентини.
У Буенос-Айресі шляхом тяжких переговорів з революційною аргентинською владою Сан-Мартін отримав 500 тисяч песо для військової експедиції до Перу. Він також виступив посередником між ворогуючими гілками революціонерів, розбіжності між якими досягли рівня громадянської війни, тому що вважав, що першим ділом має бути перемога над роялістськими військами.

##### Перипетії підготовки до вторгнення до Перу
Влада Буенос-Айреса зажадала від Сан-Мартіна аби він повернув Андійську армію до Аргентини для участі у громадянській війні, але генерал цього робити не схотів, бо, по-перше, знав настрої вояків своєї армії, які не хотіли брати участь у громадянському братовбивчому конфлікті, по-друге, чилійські політики його переконували, що виведення армії з Чилі призведе до повернення роялістів і встановлення іспанської влади в країні. У цьому Сан-Мартін сумнівався, він знав, що абсолютистські манери Фердинанда VII отримали значний спротив в Європі і в Іспанії зокрема, тому навряд чи іспанський король направить військову експедицію в Чилі. Зрештою Сан-Мартін зберіг Андійську армію в країні і не дав її відправити до Аргентини.
Через це аргентинський військовий міністр усунув Сан-Мартіна від командування Андійською армією і знову зажадав її повернення до Аргентини. Сан-Мартін пішов у відставку, зауваживши, що навіть без його командування армія не зможе повернутися, адже перевали в Андах вкриті великим шаром снігу. Усі командири військових частин Андійської армії відмовилися йти до Буенос-Айреса, а їхні вояки активно виступили проти цього або дезертували. Тим часом, флот для перекидання військ у Перу був сформований, передбачалось, що його очолить англійський граф Томас Кокрен. Але вийти в море тоді не вдалося, пішли чутки, що іспанці хочуть надіслати каральну експедицію і їхній флот припливе до Буенос-Айреса, через що сформований в Чилі флот має прибути для захисту столиці Аргентини. Громадянська війна в Аргентині знову спалахнула, Сан-Мартін робив багато шляхом перемовин для її зупинення, та зрештою відбув до Чилі з метою очолити експедицію до Перу попри спротив аргентинської влади. Між тим громадянська війна закінчилася — у лютому 1820 року країна перетворилася на конфедерацію з 13 провінцій, без центральної влади. Цей період знаний як «Аргентинська анархія XX року». Тоді чилійська влада державним актом Ранкагуа закріпила Сан-Мартіна як головнокомандувача чилійськими військами і надала йому чин генерал-капітана, що дало йому необхідний статус, адже він виступив проти наказів аргентинської революційної влади, яка ще певною мірою до того зберігала номінальне володарювання над Чилі.

##### Експедиція до Перу
Нарешті, 20 серпня 1820 року Сан-Мартін вирушив із експедицією з Вальпараїсо до Перу. Експедиція складалася з приблизно 2900 вояків з Андійської армії і 1600 моряків. Цю ескадру склали вісім військових кораблів і шістнадцять вантажних. Більшість офіцерів були аргентинцями. Командував ескадрою Томас Кокрен. 8 вересня 1820 року армія під головуванням Сан-Мартіна спокійно висадилася на пляжі міста Паракас, біля порту Піско. Роялістські війська, що були там, відійшли у гори.
Віце-король Перу мав під своїм командуванням близько 20 000 солдатів, які були розкидані по всьому віце-королівству, з яких більша частина захищала столицю віце-королівства Ліму. Намагаючись зібрати всіх своїх вояків, віце-король застосував стратегію дипломатії, запропонувавши переговори. Вони відбулися у Мірафлоресі (на південь від Ліми) і не призвели до угоди, прийнятної для Сан-Мартіна. Він послав підрозділ по трасі гірського хребта, щоб не допустити роялістські загони, розташовані в цій зоні, до Ліми і, разом з тим, спонукати місцеве населення на повстання проти іспанської влади. Сан-Мартін повернувся до ескадри, і в перші дні листопада відплив у порт Уачо, де він почав стратегічні дії з метою остаточно оточити Ліму.
Протягом певного часу відбулися нові переговори, адже іспанські офіцери змістили віце-короля, через що король Іспанії прислав свого емісара. Переговори не дали результатів, а тим часом Сан-Мартіну вдалося здійснити свої наміри й повністю оточити Ліму. Але головним здобутком Сан-Мартіна стало перевербування за допомогою розвідників найсильнішого роялістського полку — так званого венесуельського. Коли його вояки й офіцери покинули свої позиції, це призвело до паніки в рядах інших підрозділів роялістів, їхньої втечі в напрямку гір, що забезпечило Сан-Мартіну спокійне входження у Ліму 15 липня 1820 року. Надалі венесуельський полк увійшов до складу революційних військ.

##### На чолі Перу

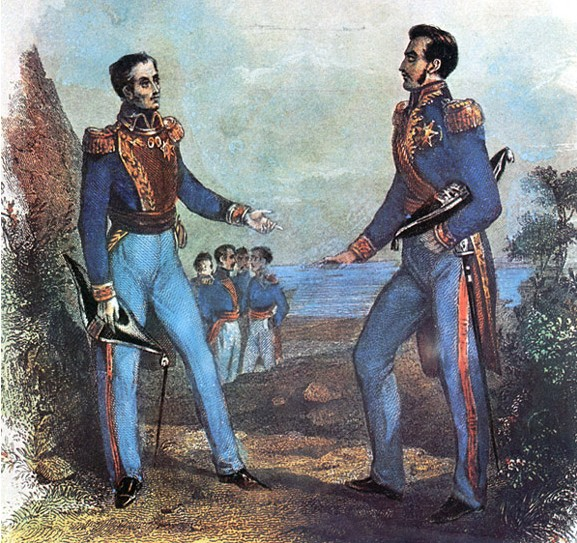
Зустріч Сімона Болівара і Сан-Мартіна в 1821 році в Гуякілі.

28 липня 1820 року перед натовпом жителів Ліми на головній площі міста Пласа-де-Армас Сан-Мартін оголосив про незалежність Перу. Його було проголошено Протектором країни з повною цивільною і військовою владою, хоча він не був від цього в захваті. У жовтні був опублікований Тимчасовий статут уряду, який встановив територіальний поділ країни, свободу громадян, заборону інквізиції, звільнення корінних народів від певних податків, звільнення синів рабів від рабства, адже у Перу було до 40 тисяч рабів і їхнє повне звільнення призвело б до економічного колапсу. Юридично, в статуті було зазначено: «Усі закони, розпорядження та акти залишаються чинними та діючими, якщо вони не були скасовані або змінені компетентним органом». У тому ж році Сан-Мартін заснував Національну бібліотеку Перу, до якої він пожертвував свою особисту колекцію книг, заснував орден, який тепер називається орден «Сонце Перу». Він встановив свободу торгівлі та преси, але не дозволив інші релігійні культи і богослужіння, окрім католицьких. Він вигнав тисячі іспанців, які відмовилися від визнання незалежності та конфісковував їхнє майно і звільнив повністю їхніх рабів. Сан-Мартін заснував Патріотичне товариство з 40 найбільш впливових громадян країни, які ефективно допомогли йому в розбудові країни, підтримали в цілому його монархічні ідеї запросити на престол країни когось з Саксен-Кобург-Готських принців. Таким чином Сан-Мартін ще й хотів отримати фінанси для подальшого ведення війни, адже послані до інших регіонів Перу військові революційні загони місцями мали успіх, але в гірських районах роялістські війська зміцнилися, а ресурсів на війну з ними у влади Перу не було. Тим більше, що генерал Болівара Антоніо Хосе де Сукре, яки проводив військові дії на території Еквадору, забажав від Сан-Мартіна надати йому найбоєздатнішу частину — венесуельський полк. Але Сан-Мартін натомість відправив іншу частину. У Сан-Мартіна виник конфлікт з очільником флоту Кокреном, який навіть дозволив собі не виконати розпорядження Протектора країни.
Зрештою він 26-27 липня 1821 року після зустрічі в Гуякілі з Сімоном Боліваром він віддав йому першість надалі визволенні Перу і запросив у перуанського уряду відставки задля того, щоб відійти від політичної діяльності. Відставка була задоволена, його діяльність на чолі перуанського уряду тривала з 3 серпня 1821 року до 20 вересня 1822 року. Сан-Мартін повернувся до Вальпараїсо, а потім до Куйо.

### Пізній період життя

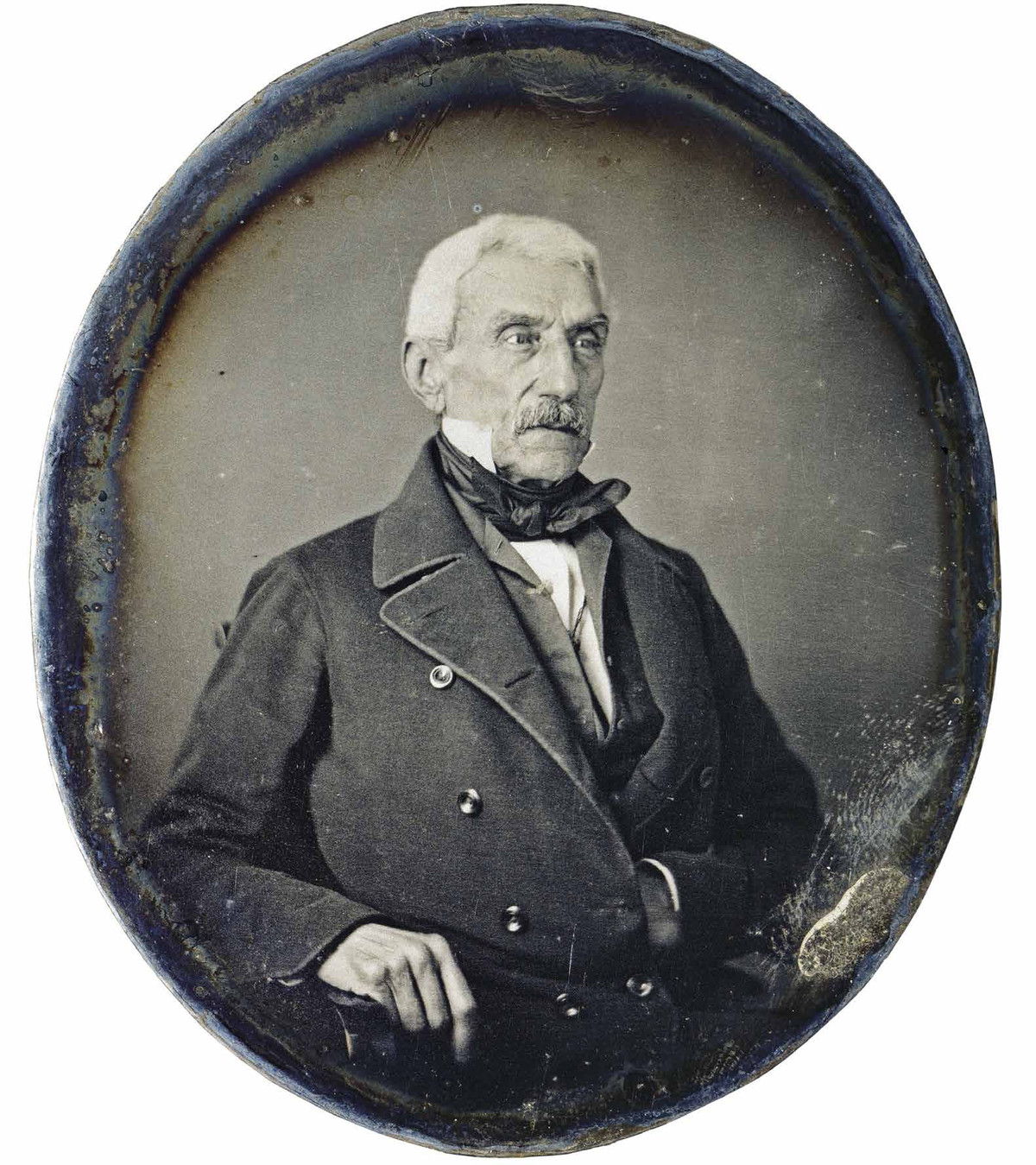
Єдина відома фотографія Сан-Мартіна, зроблена у похилому віці в Парижі.

Сан-Мартін мріяв прожити там, де був губернатором, але в Аргентині продовжувалася громадянська війна, кожний з її лідерів хотів залучити славетного генерала до своїх лав, та той зберігав нейтральність. Це призвело до того, що на нього посипались звинувачення в антиреволюційній діяльності. Крім того, 1823 року померла його дружина Марія. Тоді Сан-Мартін з дочкою Мерседес переїхав до Буенос-Айреса, а через короткий час звідти відплив з нею до Франції. Він мав за мету дати дочці можливість отримати належну освіту в Європі, а по тому повернутися до Аргентини.
Після невдалої спроби поселитися у Франції він переїхав до Великої Британії, а потім до столиці Бельгії, Брюсселя, де він зрештою оселився. Через деякий час він запропонував свої військові уміння у війні Аргентини з Бразилією, але не отримав відповіді від аргентинської влади. Він все одно відплив до країни, коли війна закінчилася. Коли його корабель прибув до Буенос-Айреса, Сан-Мартін не покинув його, бо в країні розвернувся терор проти колишніх революціонерів. Хоча йому запропонували посаду в уряді, Сан-Мартін цю пропозицію відхилив і повернувся до Брюсселя.
Бельгійська революція та II пандемія холери, яка охопила Бельгію, в 1831 році змусили Сан-Мартіна залишити Брюссель і переїхати у Париж, де на холеру захворіли і Сан-Мартін, і його дочка. Їм допомагав Маріано Балькарсе, який зрештою одружився з Мерседес, і у них була дочка Марія Мерседес. Протягом революції 1848 року Сан-Мартін покинув Париж і переїхав до Булонь-сюр-Мер, невеликого міста на півночі Франції. Він був майже сліпим і мав багато проблем із здоров'ям через похилий вік, але продовжував писати листи та підтримувати зв'язок з аргентинськими політиками, отримувати новини з Південної Америки. Незабаром після отримання звістки про перемогу Аргентини проти англо-французької блокади, яку він до цього рішуче засудив, Сан-Мартін помер 17 серпня 1850 року.

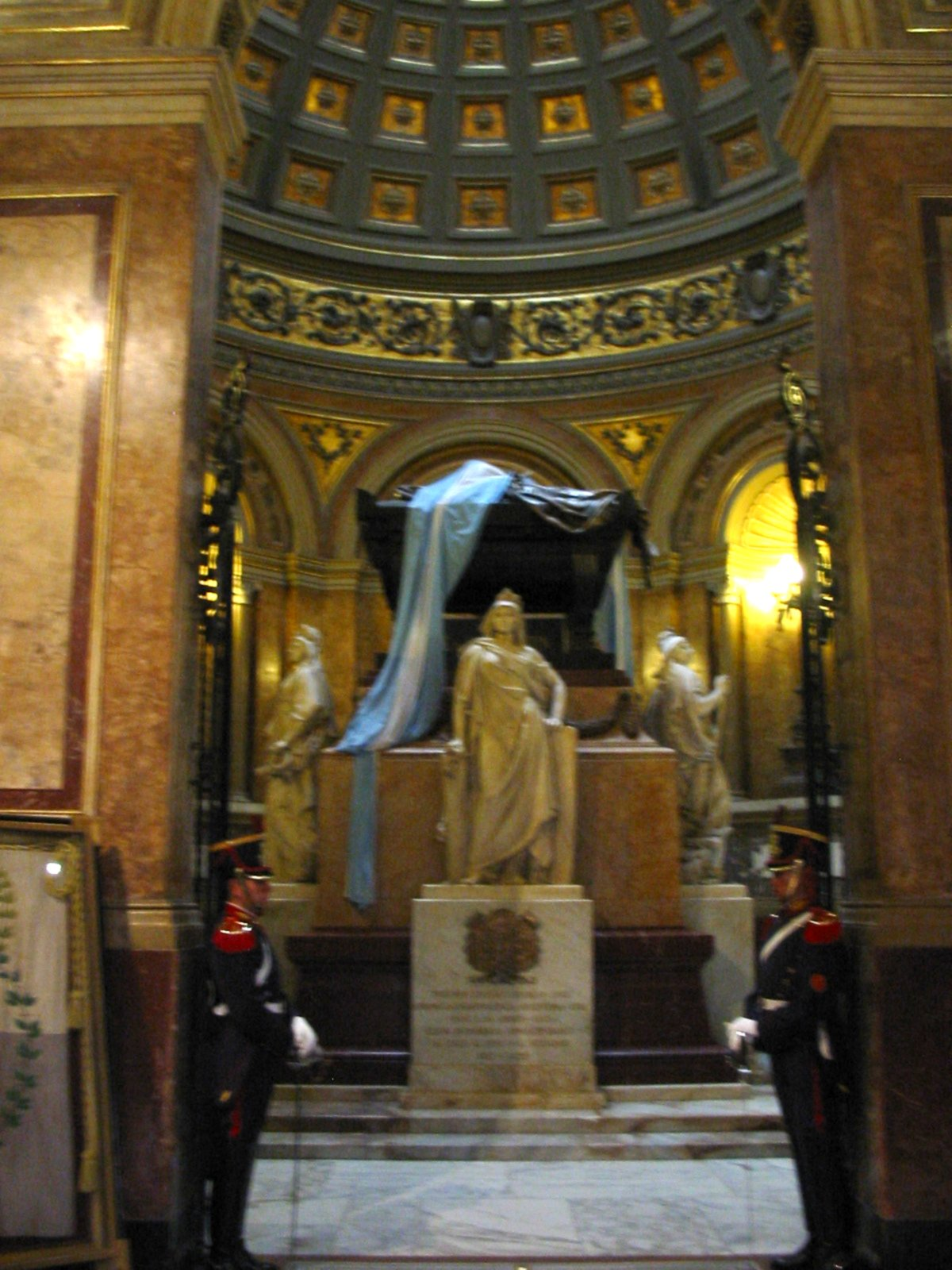
Могила Сан-Мартіна в Буенос-Айресі

Його спочатку поховали у склепі базиліки Нотр Дам де Булонь-Сюр-Мер. Сан-Мартін наказав у своїй останній волі, щоб його відвезли на кладовище без поховальної церемонії, а потім, щоб його поховали у Буенос-Айресі. Усіма цими питаннями опікувався його зять Маріано. Через проблеми в Аргентині, продовження там громадянської війни, вдалося виконати волю Сан-Мартіна лише 29 травня 1880 року, коли його останки було репатрійовано і поховано у спеціальному мавзолеї всередині Буенос-Айреського міського собору. Оскільки Сан-Мартіна підозрювали у тому, що він був вільним масоном, мавзолей був поміщений у крилі собору, яке для цього розширили.

## Вшанування пам'яті
Сан-Мартін був визнаний національним героєм Аргентини як за життя, так і відразу після його смерті. День його пам'яті 17 серпня донині є національним святом Аргентини. Через деякий час національним героєм країни його визнало Перу. Попри величезний його внесок у звільнення Чилі його не було визнано національним героєм цієї країни. Одразу по його смерті було опубліковано декілька книг про його життя та звершення. Пам'ятники генералу після того з'явились у більшості міст Аргентини, а також у Сантьяго і Лімі. У XX столітті пам'ятники були встановлені й в деяких інших країнах Південної Америки, зокрема в Уругваї. Крім Південної Америки пам'ятники і бюсти були встановлені у Нью-Йорку і Вашингтоні (США), Єревані (Вірменія), Манілі (Філіппіни) тощо. 1909 року у місті Булонь-сюр-Мер, де жив і помер генерал, було встановлено його кінну статую, яка вціліла, попри бомбардування міста під час обох світових війн. 2018 року пам'ятник Сан-Мартіну було відкрито у Києві.

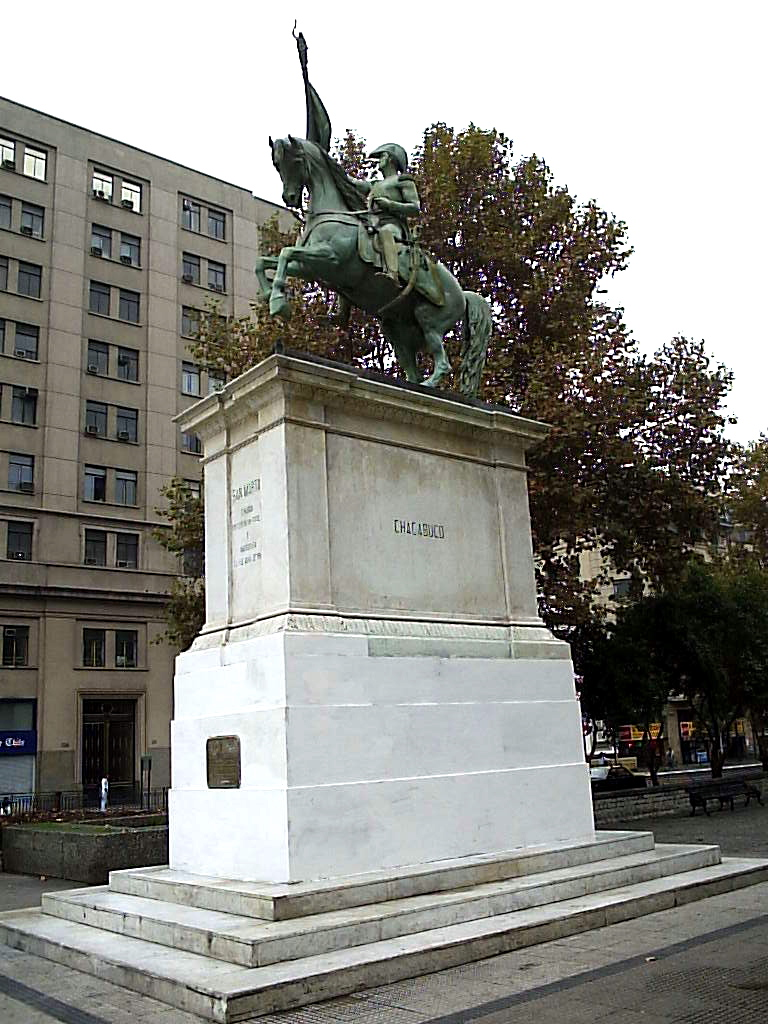
Пам'ятник Сан-Мартіну в Сантьяго-де Чилі.
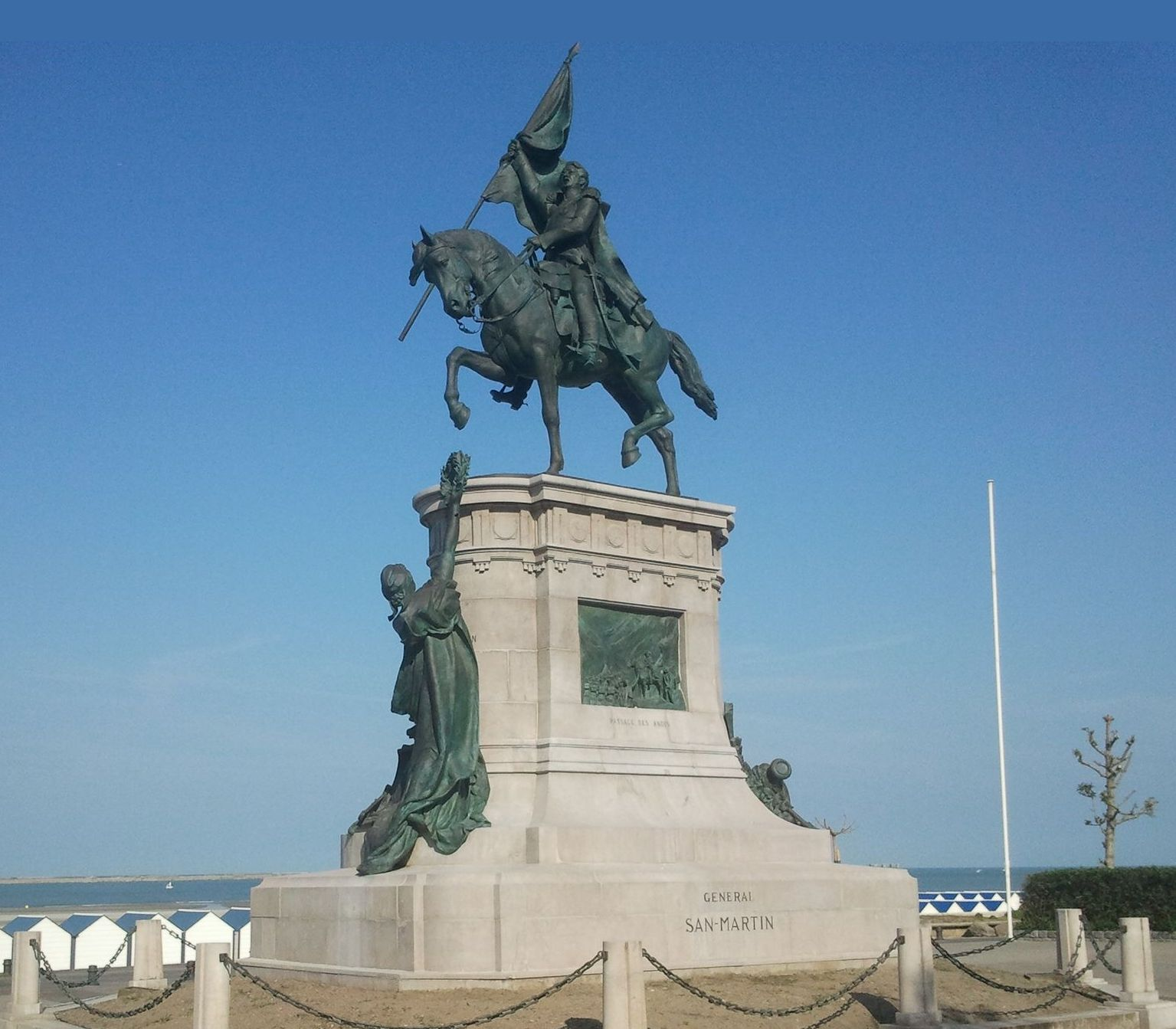
Пам'ятник генералу у Булонь-де-Сюр-Мер (Франція).
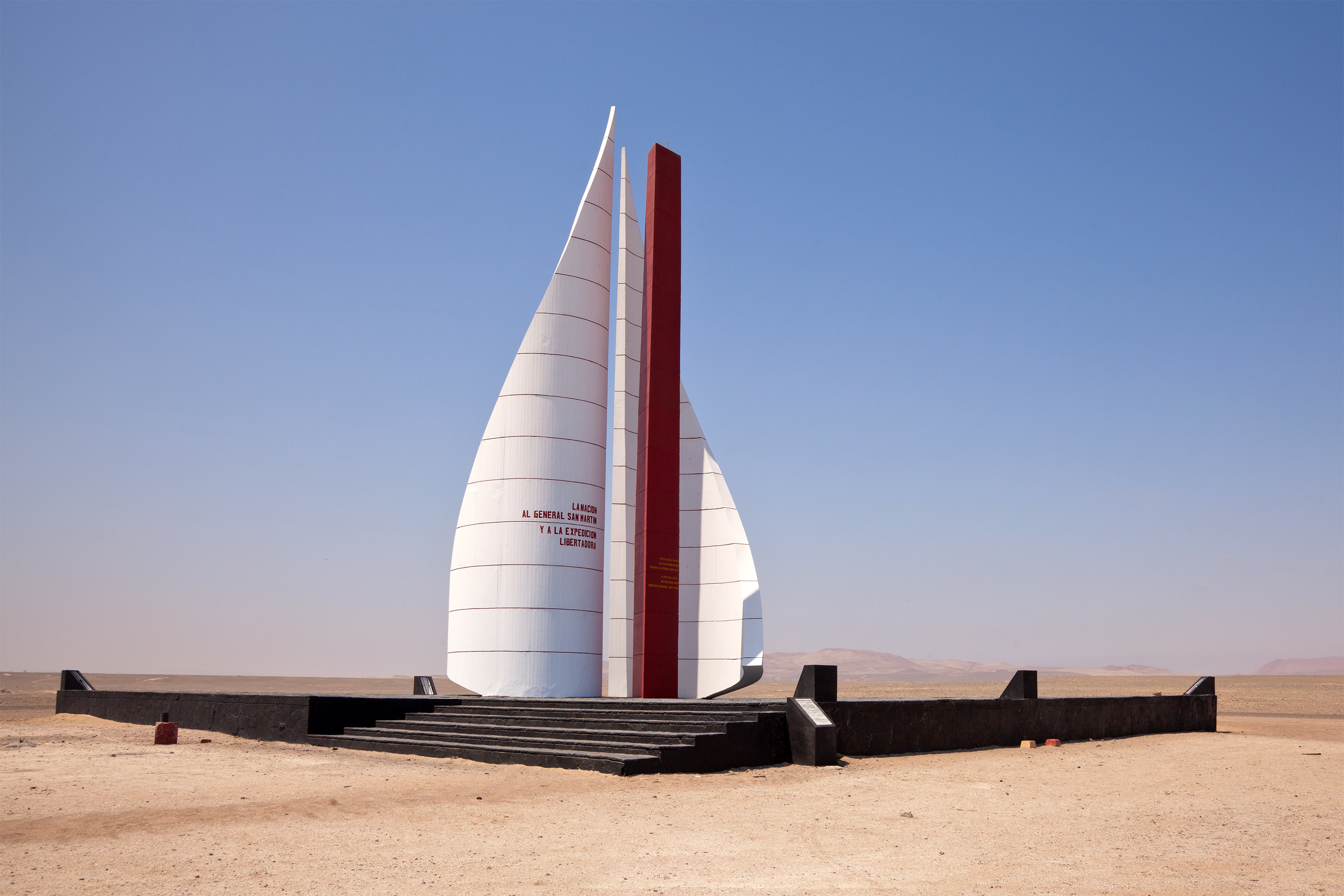
Пам'ятник генералу в Перу.
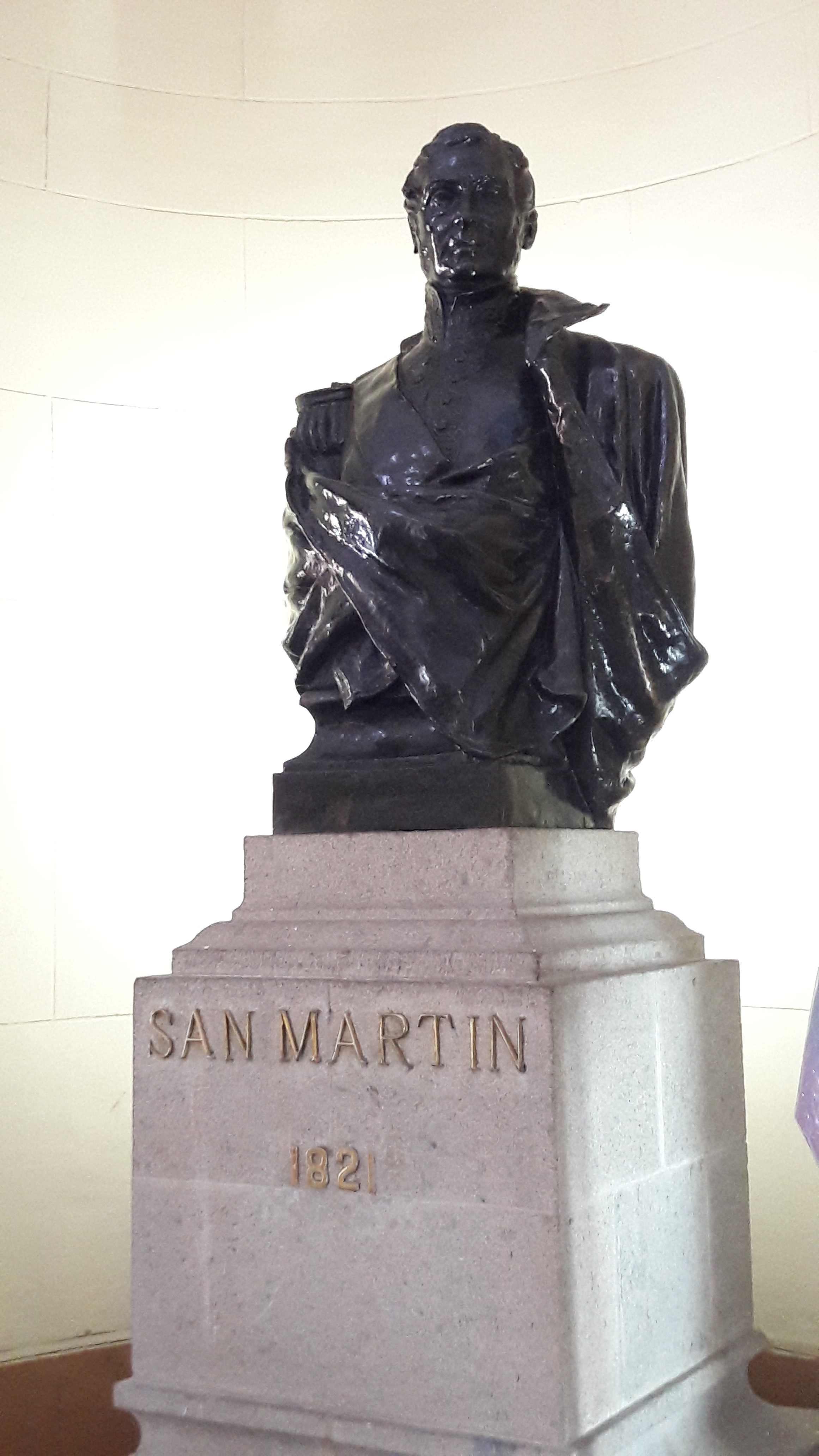
Статуя Сан-Мартіна в Пантеоні в Лімі.
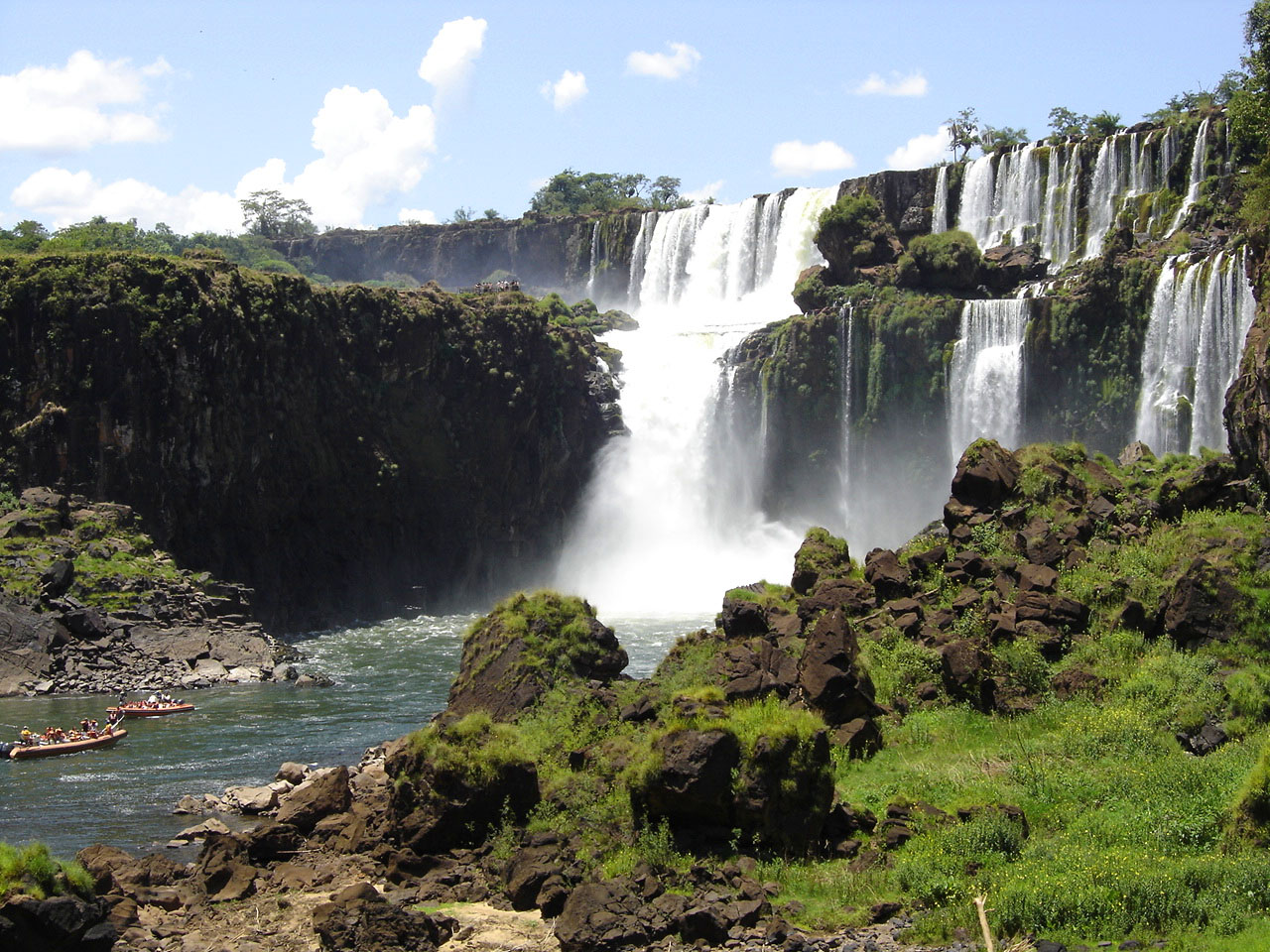
Водоспад Сан-Мартіна.
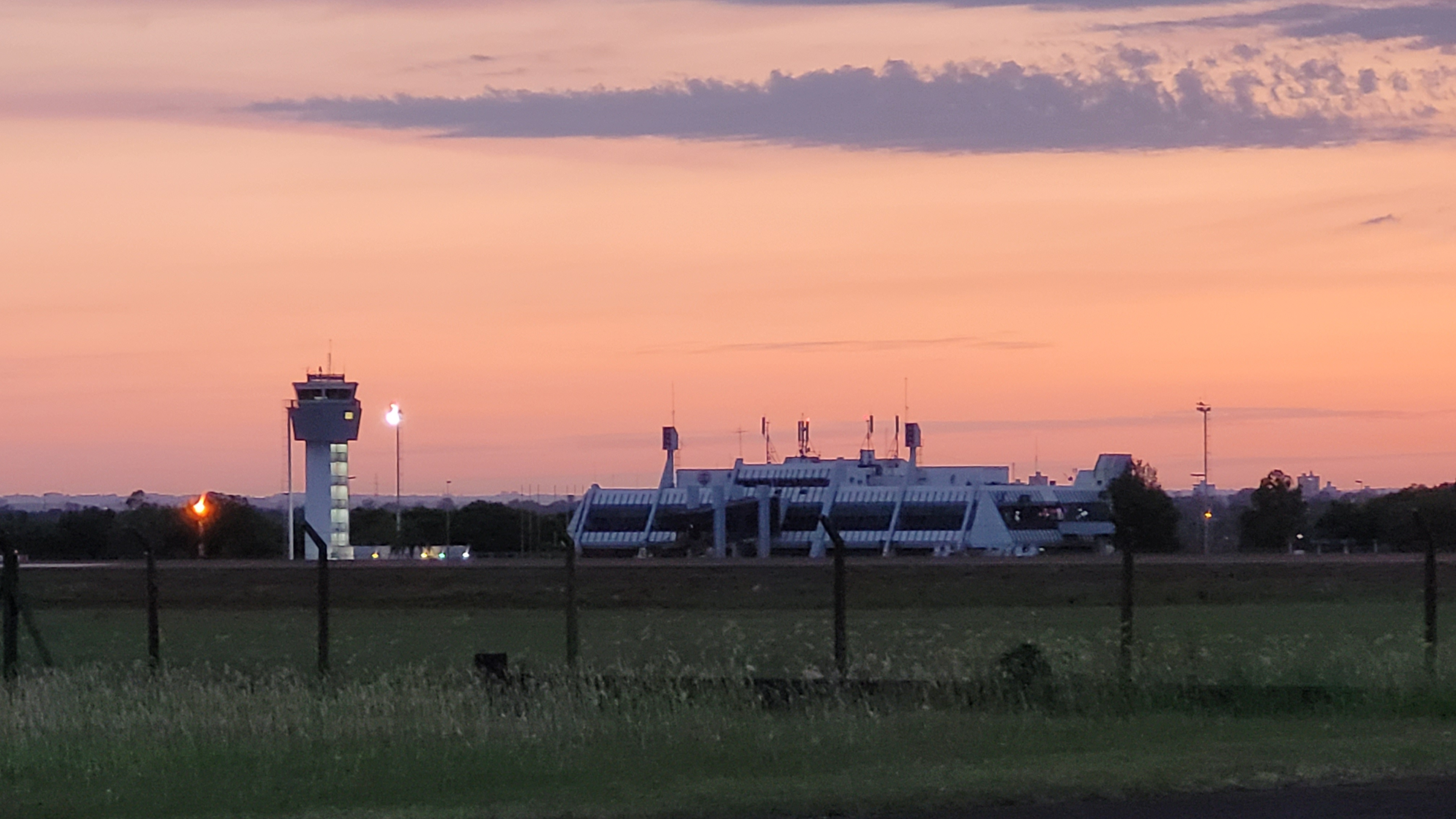
Міжнародний аеропорт імені Сан-Мартіна в Посадасі (Аргентина).
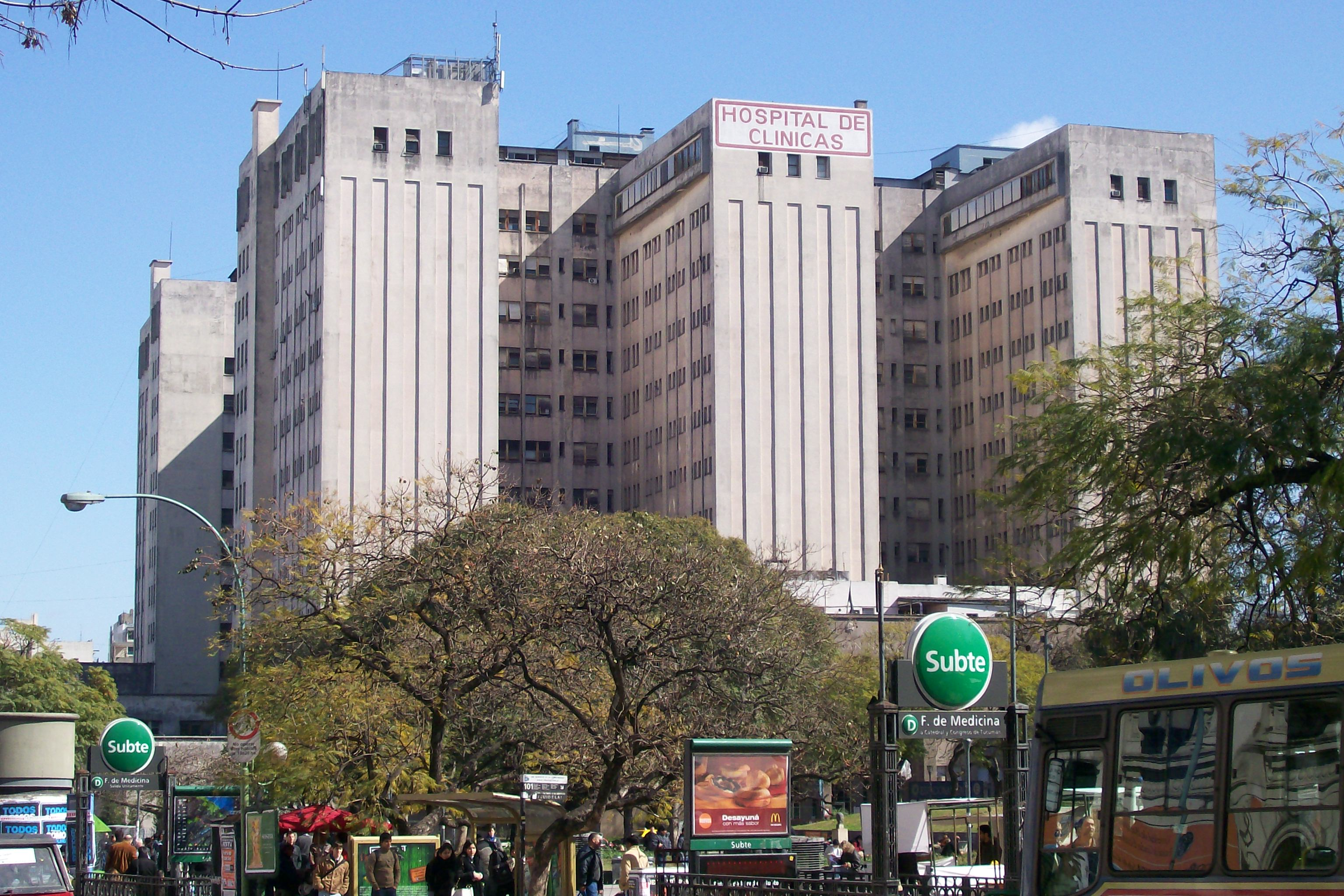
Госпіталь імені Сан-Мартіна в Буенос-Айресі.
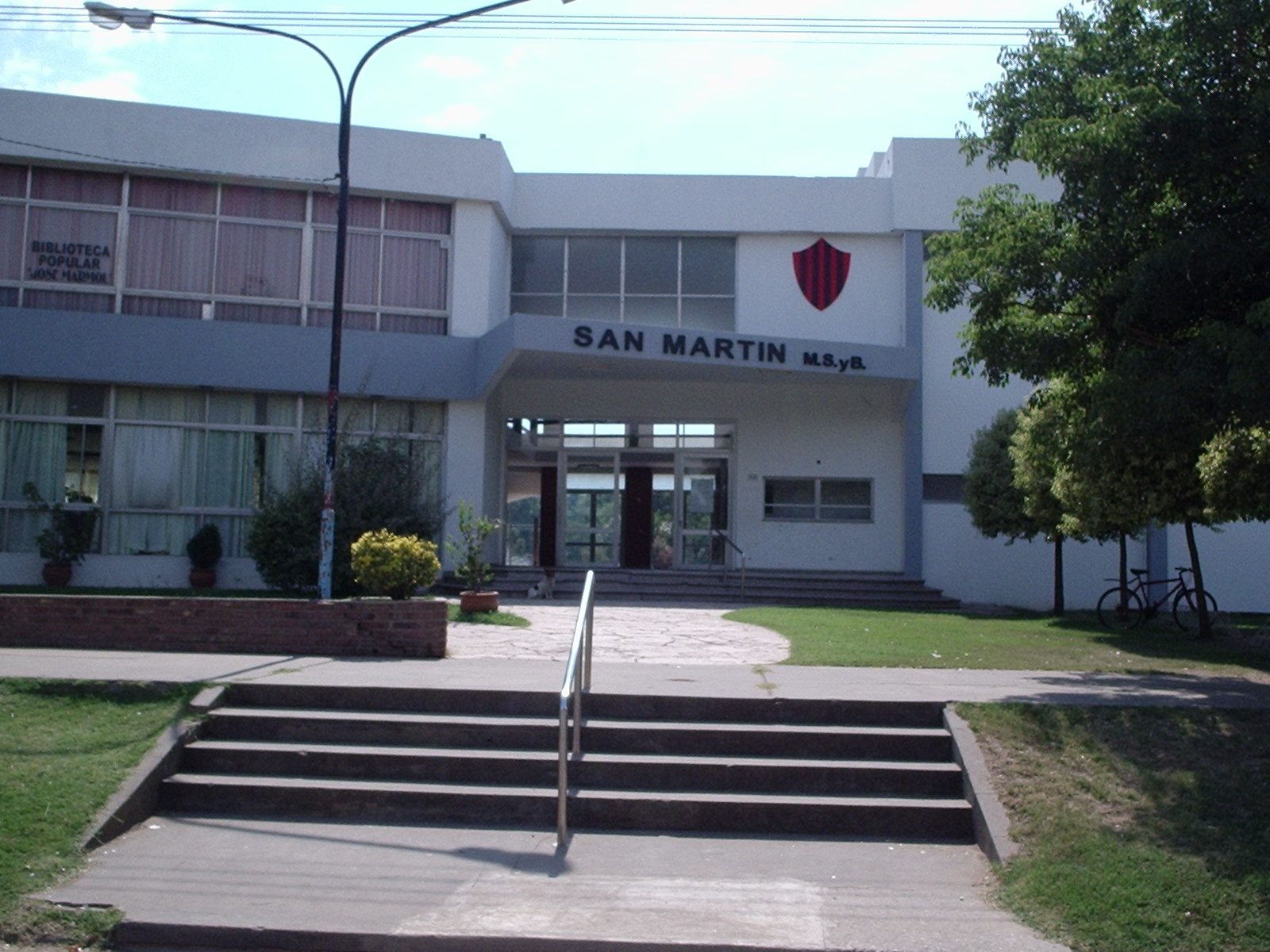
Атлетичний клуб імені Сан-Мартіна в Карлос-Пеллегріні (Санта-Фе, Аргентина).
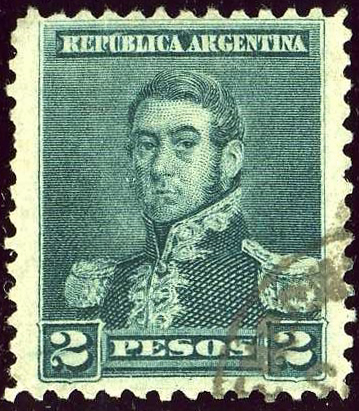
Аргентинська поштова марка 1892 року з портретом Сан-Мартіна.
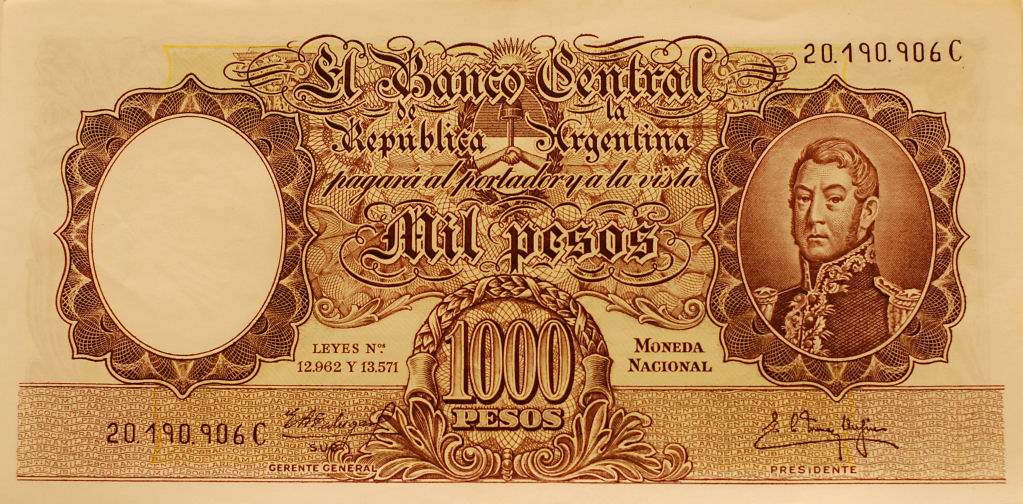
1000-песова банкнота Аргентини із портретом Сан-Мартіна.
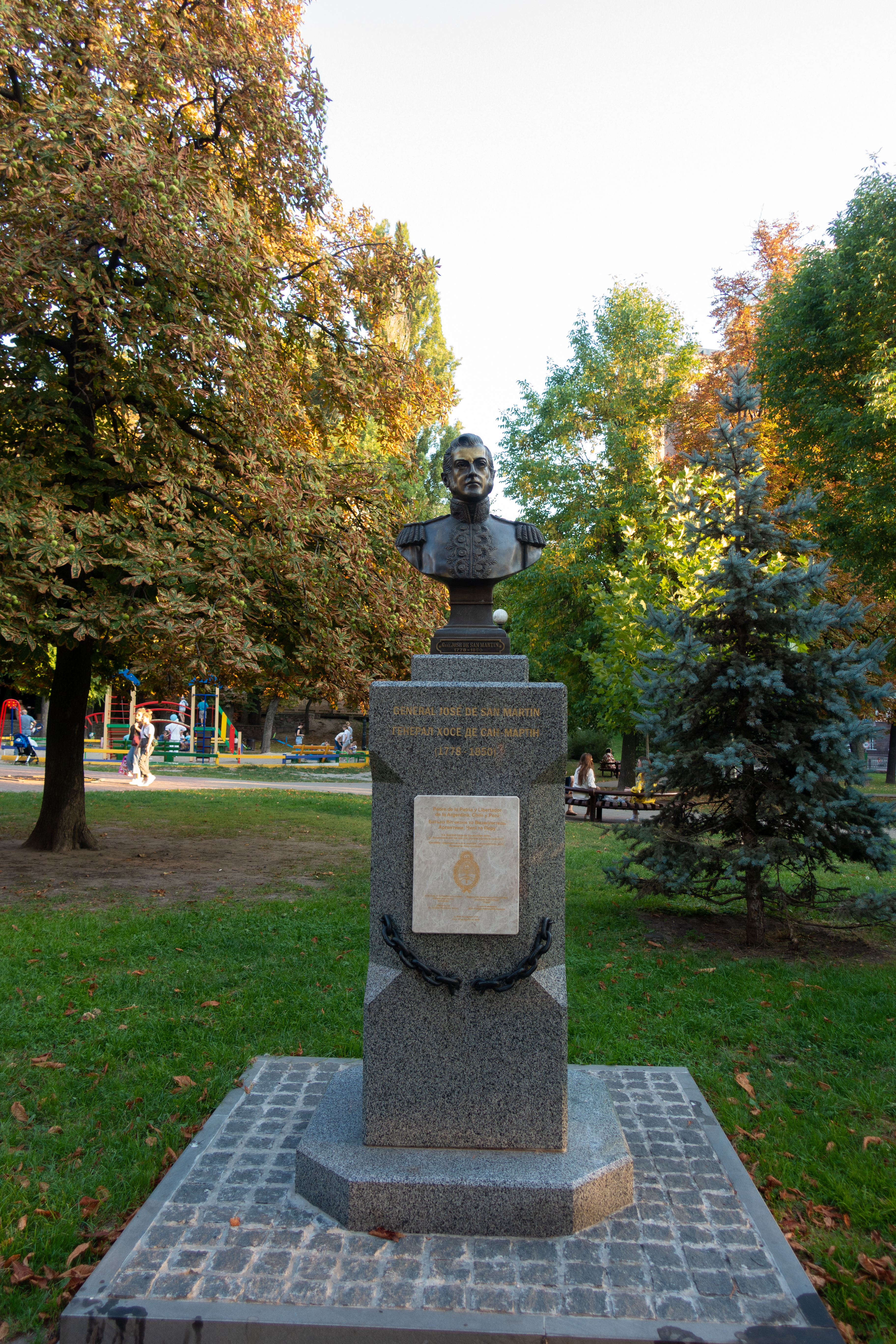
Бюст Сан-Мартіна у Києві

На честь генерала було названо:
- астероїд (2745) Сан-Мартін;
- водоспад і острів на річці Ігуасу в Аргентині;
- округи і департаменти в аргентинських провінціях Буенос-Айрес, Мендоса, Місьйонес, Сан-Хуан, Сан-Луїс, Сальта, Ла-Ріоха, Чако, Санта-Фе, Сантьяго-дель-Естеро, Коррієнтес, Кордова, а також регіон у Перу;
- міста в аргентинських провінціях Чубут, Сан-Хуан, Неукен, Мендоса, Чако, Ла-Пампа, Жужуй, Санта-Фе, Формоса, Буенос-Айрес, Катамарка, Кордова, Ентре-Ріос, Місьйонес, Сальта, Сан-Луїс, Сантьяго-дель-Естеро;
- численні площі (зокрема у Буенос-Айресі), вулиці, парки і райони у багатьох містах Аргентини, а також інших країн Південної Америки, Індії;
- шосе в Австралії;
- ландшафтний парк у провінції Буенос-Айрес;
- вища нагорода Аргентини — Орден Сан-Мартіна Визволителя[en]
- Національний університет в Аргентині;
- перший криголам військово-морських сил Аргентини, а також один з панцирних крейсерів
- полярна база Аргентини в Антарктиді;
- Антарктичний півострів до 1961 року на аргентинських мапах називався Земля Сан-Мартіна;
- один з найбільших госпіталів Буенос-Айреса (ісп. Hospital de Clínicas José de San Martín), який є клінічною базою місцевого університету;
- лінія приміських поїздів Буенос-Айреса, а також станція Метрополітену Буенос-Айреса;
- театри в Буенос-Айресі, Кордові і Тукумані;
- у Палаці законодавчої влади міста Буенос-Айрес, що є історичною пам'яткою, є зал імені Сан-Мартіна;
- Міжнародний аеропорт у Посадасі (Аргентина) та аеропорт у м. Хосе-де-Сан-Мартін (провінція Чубут, Аргентина);
- культурний центр у провінції Жужуй (Аргентина);
- футбольний клуб «Атлетико Сан-Мартін» в провінції Сан-Хуан, атлетичний клуб у м. Карлос-Пеллегріні в провінції Санта-Фе, а також спортивні клуби у містах Тукуман однойменної провінції, Монте-Комані[en], Бурсако[en], Формосі і Мендосі;
- Залізниця імені генерала Сан-Мартіна[en];
- міст на річці Уругвай на кордоні між Аргентиною і Уругваєм.

Озеро в Патагонії, яке знаходиться на кордоні між Чилі і Аргентиною має подвійну назву на честь двох героїв війни за незалежність Бернардо О'Гіґґінса і Хосе де Сан-Мартіна — ісп. Lago O'Higgins/San Martín. З боку Чилі його називають озером О'Гіґґінса, тоді як з боку Аргентини — озером Сан-Мартіна.
У різні роки випущені поштові марки, банкноти, монети Аргентини, на яких зображено портрет Сан-Мартіна.